# ReQuest Dance Crew
ReQuest Dance crew (còn được gọi là ReQuest) là một nhóm nhảy hip-hop toàn nữ từ Auckland, New Zealand. ReQuest được thành lập vào năm 2007, với năm thành viên ban đầu. Họ được dựa trên The Palace Dance Studio ở Penrose và là một trong sáu đội cùng với Hoàng gia (MegaCrew), Royal Family Varsity (MegaCrew), Kingsmen (Adults), Sorority (Varsity) và Bubblegum (Junior).

## Các cuộc thi
Vào năm 2009, ReQuest đã thi đấu lần đầu tiên tại Giải vô địch khiêu vũ Hip Hop thế giới HHI ở Las Vegas, giành vị trí thứ nhất trong đội Varsity crews. Năm sau, ReQuest chuyển sang bộ phận Phi hành đoàn trưởng thành, nơi họ một lần nữa đứng đầu, trước đội Poreotics của Mỹ, người đã giành chiến thắng trong phần 5 của nhóm nhảy hay nhất của Mỹ hồi đầu năm đó.tháng 12 nămtháng 12 năm Năm 2011, họ giành được vị trí thứ hai tại Giải vô địch thế giới, sau Bệnh dịch từ Vương quốc Anh tháng 12 năm Trong megacrew Hoàng gia lớn hơn, họ đã giành được ba huy chương vàng (2011, 2012, 2013) và một huy chương bạc (2015) và huy chương đồng Varsity Hoàng gia 2016 tại Giải vô địch Khiêu vũ Hip Hop thế giới ở giải Megacrew.
Bên ngoài Giải vô địch thế giới, ReQuest đứng đầu tại Chiến trường tối cao thế giới năm 2009 (bộ phận Varsity) tại Melbourne và đã giành ngôi vô địch của Cuộc thi Khiêu vũ Body Rock 2012 tại San Diego.

## Truyền hình và chương trình trực tiếp
Vào năm 2011, ReQuest đã thử giọng thành công cho mùa 6 của nhóm nhảy hay nhất nước Mỹ.tháng 12 năm Họ là nhóm nhảy quốc tế thứ hai được góp mặt trong chương trình của Mỹ (sau Blueprint Cru từ Montreal, Canada năm 2010) và là nhóm đầu tiên từ bên ngoài Bắc Mỹ. ReQuest đã bị loại trong tuần 4 của cuộc thi.
Năm 2012, lãnh đạo nhóm Parris Goebel đã được thuê như một biên đạo múa cho Jennifer Lopez  dance Again World Tour. ReQuest cũng đã biểu diễn cùng Lopez trong đêm chung kết American Idol mùa 11 và góp mặt trong video âm nhạc cho đĩa đơn của cô, "Goin 'In". Theo kết quả của một cuộc họp với giám đốc casting quốc tế Jamie King, người đã làm việc với Jennifer Lopez vào thời điểm đó, sáu thành viên đề nghị được ký hợp đồng cho Cirque du Soleil của Michael Jackson: Một, có trụ sở tại Las Vegas. Bản thân Goebel cũng được ký hợp đồng làm một trong những biên đạo múa cho chương trình, Goebel đã được giới thiệu trong phần 15 của phiên bản Dancing with the Stars phiên bản Mỹ, biểu diễn trên sân khấu với một số vũ công từ ReQuest và Royal Family, Parris cũng tham gia chuyến lưu diễn mang tên "Skulls and Crowns" với một số vũ công may mắn từ Cung điện.
Vào năm 2015, ReQuest đã tham gia vào một bộ phim truyền hình theo yêu cầu trên Truyền hình Māori có tên là Cung điện, đưa ra những hiểu biết sâu sắc về việc đào tạo và cuộc sống hàng ngày của các vũ công tại The Palace Dance Studios. Vào tháng 11 năm đó, một số vũ công từ ReQuest đã xuất hiện trên sân khấu tại Lễ trao giải Âm nhạc Mỹ 2015 trong buổi biểu diễn mở màn của Jennifer Lopez. Tháng sau, vũ công từ yêu cầu và các gia đình hoàng gia xuất hiện tại giải thưởng Mnet Asian Music Awards 2015, nhảy múa trên sân khấu cho K-pop hoạt động CL, 2NE1 và Big Bang. Nhóm nhảy ReQuest là một phần của video âm nhạc "Thứ sáu" và "Nasty" của Parri$ Goebel. Sau đó, họ tiếp tục biểu diễn tại chương trình trực tiếp của cô ở Las Vegas, tháng 8 năm 2016. Thành viên của nhóm nhảy ReQuest cũng xuất hiện trên sân khấu với Rihanna tại Video Music Awards 2016 cho một trong ba màn trình diễn.

## Video âm nhạc
| Năm  | Nghệ sĩ                | Bài hát               | Ghi chú                                                                           | Tham chiếu |
| ---- | ---------------------- | --------------------- | --------------------------------------------------------------------------------- | ---------- |
| 2011 | Vince Harder           | "I Want This Forever" |                                                                                   | [ 1 ]      |
| 2012 | Jennifer Lopez         | "Goin' In"            |                                                                                   | [ 2 ]      |
| 2015 | Justin Bieber          | "Sorry"               |                                                                                   | [ 3 ]      |
| 2015 | Justin Bieber          | "What Do You Mean?"   | (video biểu diễn vũ đạo)                                                          | [ 4 ]      |
| 2015 | Justin Bieber          | "No Sense"            | (video biểu diễn vũ đạo)                                                          |            |
| 2015 | CL                     | "Hello Bitches"       | (video biểu diễn vũ đạo)                                                          | [ 5 ]      |
| 2016 | "Savage & Tigermonkey" | "Zooby Doo"           | (Kirsten Dodgen, Kaea Pearce, Kyra Aoake & Corbyn Taulealea-Huch và Mini ReQuest) |            |
| 2017 | Jason Derulo           | "Swalla"              | (Kirsten Dodgen & Kaea Pearce)                                                    |            |
| 2017 | PSY (feat.TAEYANG)     | "LOVE"                |                                                                                   |            |
| 2018 | Ciara                  | "Level Up"            |                                                                                   |            |

Biên đạo múa chính Parris Goebel cũng xuất hiện trong Big Bang video âm nhạc "Bang Bang Bang", cô ấy cũng đã biên đạo Biên đạo múa Hoàng gia Kiel Tutin.